# إليسا كريستي
إليسا كريستي (بالإسبانية: Elisa Christy)‏ هي ممثلة مكسيكية، ولدت في 1917 بمدينة مكسيكو في المكسيك.

## وصلات خارجية
- إليسا كريستي على موقع IMDb (الإنجليزية)